# Ozyptila simplex
Ozyptila simplex là một loài nhện trong họ Thomisidae.
Loài này thuộc chi Ozyptila. Ozyptila simplex được Octavius Pickard-Cambridge miêu tả năm 1862.